# Білоус Дмитро Григорович
Дмитро́ Григо́рович Білоу́с (нар. 24 квітня 1920, Курмани — пом. 13 жовтня 2004, Київ) — український поет, перекладач, педагог, літературний критик, громадський діяч. Член Спілки письменників України з 1947 року, член-кореспондент з березня 1994 року та почесний академік з 2000 року Академії педагогічних наук України.

## Біографія
Народився 24 квітня 1920 року в селі Курманах (нині Роменський район Сумської області, Україна) в селянській багатодітній сім'ї Ганни Давидівни і Григорія Миколайовича Білоусів (був десятою дитиною). Після закінчення семирічної школи поїхав до Харкова, де навчався на робітничому факультеті при дитячій трудовій комуні імені Фелікса Дзержинського та працював на електрозаводі. 1938 року вступив на філологічний факультет Харківського університету. Його однокурсниками були Олесь Гончар і Григорій Тютюнник.

Могила Дмитра Білоуса

З початком німецько-радянської війни у 1941 році добровольцем пішов у Червону армію. Після тяжкого поранення лікувався у шпиталі міста Красноярська у Росії. Потім у Москві був співробітником редакції радіомовлення для партизанів і населення окупованих територій України в радіостанціях «Радянська Україна» і «Партизанка». Писав гуморески для радіожурналу «Сатиричний залп», друкувався в журналі «Перець», писав вірші для партизанських листівок. У 1944 році працював в Українському радіокомітеті, потім у журналі «Вітчизна».
1945 року закінчив філологічний факультет Київського університету; у 1948 році закінчив аспірантуру на кафедрі української літератури. Член ВКП(б) з 1948 року. Упродовж 1947—1951 років працював заступником відповідального редактора журналу «Дніпро». У 1958 році перебував у творчому відрядженні в Болгарії, де вивчав болгарську мову і літературу. У 1968—1976 роках — відповідальний секретар комісії Спілки письменників України, з 1976 року — голова комісії художнього перекладу. З 1980 року — на творчій роботі.
Помер на 85-му році життя 13 жовтня 2004 року в Києві. Похований в Києві на Байковому кладовищі (ділянка № 49б, 50°25′2.50″ пн. ш. 30°30′4.05″ сх. д. / 50.4173611° пн. ш. 30.5011250° сх. д.).

## Творчість
Автор збірок гумору та сатири, книжок для дітей, статей, літературних розвідок про творчість українських письменників, понад 20 поетичних збірок. Серед них:
- «Осколочним!» (1948, збірка гумору та сатири);
- «Будьмо здорові» (1951);
- «Добрим людям на здоров'я, ворогам — на безголов'я» (1953);
- «Веселі обличчя» (1953, збірка гумору та сатири);
- «Декому на згадку» (1953);
- «Українська радянська сатира в боротьбі з пережитками капіталізму» (1955, дослідицька праця);
- «Пташині голоси» (1956, книга для дітей);
- «Зигзаг» (1956);
- «Життя Одарки Палегечі» (1956, ліро-епічна поема; 2-ге видання «Поліська бувальщина», 1961);
- «Про чотириногих, рогатих і безрогих» (1959, книга для дітей);
- «Упертий Гриць» (1959, книга для дітей);
- «Колос і кукіль» (1960);
- «Сатиричне і ліричне» (1961);
- «Лікарня в зоопарку» (1962, книга для дітей);
- «Критичний момент» (1963);
- «Тарасові жарти» (1964, збірка про Тараса Шевченка);
- «Іде Тарас по Україні» (1964, збірка про Тараса Шевченка);
- «Альфи — не омеги» (1967);
- «Хліб-сіль їж, а правду ріж» (1971);
- «Сад на Лисій горі» (1972);
- «Веселий кут» (1979, книга для дітей);
- «Вибране» (1980);
- «Обережно: слово!» (1984);
- «Гриць Гачок» (1986, книга для дітей);
- «Диво калинове» (1988, збірка);
- «Вибране: Лірика, гумор, сатира, переклади» (1990);
- «В класі і в лісі» (1990);
- «Диво калинове. Чари барвінкові» (1994);
- «Хто подбає про плем'я молоде, незнайоме?» («Урядовий кур'єр», 1995, № 171—172);
- «Чари барвінкові: Вірші» (1996, збірка для дітей).
- «Ромен хіба не родич Рима?» (1999);
- «За Україну молюся» (2000);
- «Даруй словам одвічну силу» (2000).

Перекладав з російської, білоруської, литовської і болгарської мов, зокрема
з болгарської
- «Червоний мак: Вірші та поеми» Димитра Методієва (1969);
- віршовану драму «Цар Іван Шишман» Камена Зидарова (1969);
- «Пересторога» Георгія Джагарова (1973, у співавторстві);
- «Болгарські прислів'я та приказки» (1973);
- книгу віршів і поем «Велике переселення» Димитра Методієва (1975);
- збірку «Поезії» Івана Вазова (1985).
- «Болгарські народні пісні» (1989);
- «Легенди Царевця: Балади і поеми» Івана Вазова (2000).

з російської
- байки Івана Крилова;
- вірші Олександра Пушкіна;
- вірші Миколи Некрасова.

Був упорядником і редактором «Антології болгарської поезії» в 2-х томах (1974). Редактор 7-томного зібрання творів Остапа Вишні (1963—1965) та інших видань.
Автор радіопередач про Тараса Шевченка, перекладів його поезій болгарською мовою. Вів цикли радіопередач «Слово про слово» (1985—1988), «Диво калинове» (1988—1995). Автор праць з етнопедагогіки, теорії й практики художнього перекладу.
Твори поета перекладалися російською, білоруською, болгарською (близько 30 видань протягом 1960—1983 років), сербською та іншими мовами.
В журналі «Перець» № 9 за 1975 рік розміщено твори Дмитра Білоуса та дружній шарж Анатолія Арутюнянца.

## Відзнаки
СРСР
- медаль «За відвагу» (6 листопада 1947)[5];
- медаль «За перемогу над Німеччиною»[5];
- медаль «Партизанові Вітчизняної війни» І-го ступеня[5];
- орден Дружби народів (1980)[6];
- орден Вітчизняної війни І-го ступеня (6 листопада 1985)[5];

Народна Республіка Болгарія і Болгарія
- орден Кирила і Мефодія І-го ступеня (1966);
- орден «Мадарський вершник» І-го ступеня (1995);

Україна
- орден князя Ярослава Мудрого V-го ступеня (жовтень 2001);
- орден «За мужність» ІІІ-го ступеня (2002).

премії
- Премія імені Максима Рильського (1976, за переклади болгарських поетів);
- Премія імені Олександра Копиленка (1989);
- Державна премія УРСР імені Тараса Шевченка (1990, за книжку «Диво калинове»)[6];
- Літературна премія імені Лесі Українки (1997);
- Літературно-мистецька премія імені Олени Пчілки (2001).

## Вшанування пам'яті

Меморіальна дошка Дмитру Білоусу в Києві

18 січня 2024 р. на його честь була названа дитяча бібліотека у Києві.
У вересні 2020 року на будинку по вул. Олеся Гончара, 52, де жив письменник з 1982 по 2004 рр., відкрито меморіальну дошку.